# Theodor Holmskiold
Johan Theodor Holm de Holmskiold (14. juni 1731 i Nyborg – 15. september 1793 på Aldershvile i Bagsværd) var en dansk botaniker, hofmand og gehejmeråd.

## Opvækst og uddannelse
Theodor Holmskiold kom til verden under det borgerlige navn Holm. Han blev født 14. juni 1731 i Nyborg, hvor hans far Thomas Nicolai Holm (død 1761) var kirurg. Hans mor hed Cathrine Lucie f. von Lengercken. Han var den ældste af 8 søskende. I første omgang fulgte Theodor Holm i faderens fodspor, og under dennes vejledning oplærtes han i kirurgien. Senere studerede han medicin, i hvilket han tog eksamen 1760. Under sin studietid foretog han 1757 en 3-årig udlandsrejse i følgeskab med professor Christen Friis Rottbøll, der betalte hans rejse. De besøgte en del universiteter i Tyskland, Holland og Frankrig og stiftede her mange forbindelser. Under sit ophold i Leiden og Paris indsamlede Holm et smukt herbarium, som senere foræredes kongen.

## Hjemme igen
1762 blev han læge og samme år tillige professor i medicin og naturhistorie ved Sorø Akademi. Han blev dog kun få år i Sorø, hvor han bl.a. opnåede at få indrettet en botanisk have. Da han 1765 forlod dette sted, opgav han tillige sin medicinske virksomhed for derefter at hellige sig til forskellig administrativ virksomhed og at anvende sit otium til botaniske studier og arbejder. Han fulgte med sin velgører Frederik Danneskiold-Samsøe til Aarhus, hvor han forblev et par år, i hvilket tidsrum han fortrinsvis synes at have beskæftiget sig med svampestudier.

## Gehejmeråd og adelsmand
I 1767 blev han ansat som generalpostdirektør i København.
I 1769 var han bygherre for Sophienholm, opkaldt efter Sophia Magdalena de Schrødersee (1746-1801), datter af generalpostdirektør Johan Christian Schrødersee. Holmskiold blev 21. december 1770 gift med Sophia. Holmskiold var i 1782 bygherre for landstedet Aldershvile ved Bagsværd.  
Holmskiold var fra 1772 kabinetssekretær hos dronning Juliane Marie, som i høj grad yndede ham, og efter hvem hans datter blev opkaldt. I 1792 blev han hendes hofchef. Han steg hurtig gennem de forskellige grader af titler til gehejmeråd (1784), og i 1781 blev han både hvid ridder og ophøjet i adelstanden under navnet Holmskiold. Det hed det sig, at disse mange kongelige æresbevisninger var en påskønnelse for hans arbejde med at indrette og lede Den kongelige Porcelainsfabrik, samt for at have bidraget til det danske postvæsens udvikling. Endelige også for den andel han havde i indretningen af den botaniske Have ved Charlottenborg, hvorhen den tidligere have ved Amalienborg blev overflyttet i 1778. I forbindelse med Rottbøll forestod Holmskjold den botaniske haves bestyrelse indtil sin død. Der var dog ikke ubetinget tilfredshed med ham i denne stilling, og navnlig gav den instruks, som han gav til Martin Vahl i dennes stilling som lektor ved haven, anledning til en række stridsskrifter.

## Botanikeren
Holmskiold blev i 1776 medlem af Videnskabernes Selskab, og i dets skrifter har han publiceret en meddelelse om mallen, ledsaget af gode illustrationer. Han havde studeret dens levemåde i Sorø Sø under sit ophold ved akademiet. Senere skrev han en afhandling om flere til dels nyopdagede, især på insekter snyltende svampe. Men sin berømmelse som svampekender erhvervede han ved sit værdifulde pragtværk, mest bekendt under navnet Beata ruris otia fungis Danicis, hvoraf første del var færdigtrykt ved hans død (den bærer årstallet 1790), medens anden del blev udgivet flere år senere (1799) af Erik Viborg. Holmskjold havde arbejdet væsentlig færdigt i over 20 år, før han besluttede sig til at udgive det. Allerede i 1771 nævner Jens Worm det som et værk, hvoraf første del snart ville udkomme. Værket, der har både dansk og latinsk tekst, indeholder beskrivelse af adskillige nye svampe og mange interessante iagttagelser; mest berømt er det dog blevet ved sine fortrinlige, kunstnerisk udførte, kolorerede afbildninger og ved den elegance, hvormed det på alle måder er udstyret; det blev også fra alle sider modtaget med stor anerkendelse. En betydelig del af dets værdi skyldes dog den dygtige kunstner Johann Adolph Neander. På grund af de få eksemplarer, som udkom af dette værk, der udgaves med kgl. understøttelse og først kun var bestemt til at foræres bort, foranstaltede den bekendte mykolog Persoon en udgave af første dels latinske tekst, som udkom i Leipzig 1797, ledsaget af et tillæg af nævnte forfatter. Svenskeren Anders Jahan Retzius har opkaldt en pragtfuld ostindisk busk, Holmskjoldia, efter ham, hvad der passer godt til "at erindre om forfatteren af det brillanteste botaniske værk, som til den tid var udkommet".
Theodor Holmskiold døde 15. september 1793, og P.F. Suhm affattede en latinsk gravskrift over ham. Da man gjorde boet op, opdagede myndighederne, at han var stærkt forgældet og sågar havde taget af diverse pengekasser, som havde været ham betroet (dronningens, postvæsenets og Den kongelige Porcelainsfabriks).
Han er begravet på Assistens Kirkegård.
Holmskiold er portrætteret på et familiebillede af Jens Juel ca. 1785 (Frederiksborgmuseet), gengivet på en porcelænsvase (Nationalmuseet). Silhouet på porcelæn (Designmuseum Danmark). Stik af G.L. Lahde 1794.